# Campionati del mondo di atletica leggera indoor 2014 - Pentathlon
La competizione si è svolta il 7 marzo 2014.

## Podio
| Pos.    | Atleta                | Nazionalità | Punteggio |
| ------- | --------------------- | ----------- | --------- |
| Oro     | Nadine Broersen       | Paesi Bassi | 4830 p.   |
| Argento | Brianne Theisen-Eaton | Canada      | 4768 p.   |
| Bronzo  | Alina F'odorova       | Ucraina     | 4724 p.   |

## Situazione pre-gara

### Record
Prima di questa competizione, il record del mondo (WR) e il record dei campionati (CR) erano i seguenti.
| Record                | Prestazione | Atleta                      | Data                  | Competizione                     |
| --------------------- | ----------- | --------------------------- | --------------------- | -------------------------------- |
| Record mondiale       | 5013 p.     | Natalija Dobryns'ka Ucraina | 9 marzo 2012 Istanbul | Campionati del mondo indoor 2012 |
| Record dei campionati | 5013 p.     | Natalija Dobryns'ka Ucraina | 9 marzo 2012 Istanbul | Campionati del mondo indoor 2012 |

### Campioni in carica
Le campionesse in carica, a livello mondiale e continentale, erano:
| Campione | Atleta                         | Prestazione | Data                   | Competizione                     |
| -------- | ------------------------------ | ----------- | ---------------------- | -------------------------------- |
| Mondiale | Natalija Dobryns'ka Ucraina    | 5013 p.     | 9 marzo 2012 Istanbul  | Campionati del mondo indoor 2012 |
| Europeo  | Antoinette Nana Djimou Francia | 4666 p.     | 1º marzo 2013 Göteborg | Campionati europei indoor 2013   |

### La stagione
Prima di questa gara, le atlete con le migliori tre prestazioni dell'anno erano:
| # | Atleta                        | Prestazione | Data                         |
| - | ----------------------------- | ----------- | ---------------------------- |
| 1 | Sharon Day-Monroe Stati Uniti | 4805 p.     | 21 febbraio 2014 Albuquerque |
| 2 | Jana Maksimava Bielorussia    | 4686 p.     | 7 febbraio 2014 Homel'       |
| 3 | Nadine Broersen Paesi Bassi   | 4656 p.     | 26 gennaio 2014 Sheffield    |

## Risultati

### 60 metri ostacoli
| Pos. | Atleta                | Nazionalità | Risultato | Punti   | Note                          |
| ---- | --------------------- | ----------- | --------- | ------- | ----------------------------- |
| 1    | Brianne Theisen Eaton | Canada      | 8"13      | 1100 p. | Miglior prestazione personale |
| 2    | Hanna Mel'nyčenko     | Ucraina     | 8"18      | 1088 p. | Miglior prestazione personale |
| 3    | Nadine Broersen       | Paesi Bassi | 8"32      | 1057 p. | Miglior prestazione personale |
| 4    | Sharon Day-Monroe     | Stati Uniti | 8"43      | 1032 p. | Miglior prestazione personale |
| 5    | Claudia Rath          | Germania    | 8"43      | 1032 p. | Miglior prestazione personale |
| 6    | Karolina Tymińska     | Polonia     | 8"50      | 1017 p. |                               |
| 7    | Alina F'odorova       | Ucraina     | 8"52      | 1013 p. | Miglior prestazione personale |
| 8    | Jana Maksimava        | Bielorussia | 8"75      | 963 p.  |                               |

### Salto in alto
| Pos. | Nome                  | Nazionalità | 1,63 | 1,66 | 1,69 | 1,72 | 1,75 | 1,78 | 1,81 | 1,84 | 1,87 | 1,90 | 1,93 | 1,96 | Misura | Punti   | Note                                     | Punti totali | Pos. gen. |
| ---- | --------------------- | ----------- | ---- | ---- | ---- | ---- | ---- | ---- | ---- | ---- | ---- | ---- | ---- | ---- | ------ | ------- | ---------------------------------------- | ------------ | --------- |
| 1    | Nadine Broersen       | Paesi Bassi | -    | -    | -    | -    | o    | o    | o    | o    | o    | o    | xo   | xxx  | 1,93 m | 1145 p. |                                          | 2202 p.      | 1         |
| 2    | Jana Maksimava        | Bielorussia | -    | -    | -    | -    | -    | o    | o    | xxo  | o    | xxx  |      |      | 1,90 m | 1067 p. |                                          | 2030 p.      | 6         |
| 3    | Alina F'odorova       | Ucraina     | o    | o    | o    | o    | o    | xo   | xo   | o    | xxx  |      |      |      | 1,84 m | 1029 p. | Miglior prestazione personale stagionale | 2042 p.      | 5         |
| 4    | Sharon Day-Monroe     | Stati Uniti | -    | -    | -    | o    | o    | o    | o    | xo   | xxx  |      |      |      | 1,84 m | 1029 p. |                                          | 2061 p.      | 4         |
| 5    | Brianne Theisen Eaton | Canada      | -    | -    | -    | o    | o    | xxo  | o    | xo   | xxx  |      |      |      | 1,84 m | 1029 p. | Miglior prestazione personale stagionale | 2129 p.      | 2         |
| 6    | Hanna Mel'nyčenko     | Ucraina     | -    | -    | -    | o    | o    | o    | o    | xxx  |      |      |      |      | 1,81 m | 991 p.  | Miglior prestazione personale stagionale | 2079 p.      | 3         |
| 7    | Claudia Rath          | Germania    | -    | o    | o    | o    | o    | xxo  | xxx  |      |      |      |      |      | 1,78 m | 953 p.  | Miglior prestazione personale stagionale | 1985 p.      | 8         |
| 8    | Karolina Tymińska     | Polonia     | o    | o    | o    | o    | xxo  | xxx  |      |      |      |      |      |      | 1,75 m | 916 p.  | Miglior prestazione personale stagionale | 1933 p.      | 7         |

### Getto del peso
| Pos. | Atleta                | Nazionalità | 1ª prova | 2ª prova | 3ª prova | Risultato | Punti  | Note                                     | Punti totali | Pos. gen. |
| ---- | --------------------- | ----------- | -------- | -------- | -------- | --------- | ------ | ---------------------------------------- | ------------ | --------- |
| 1    | Alina F'odorova       | Ucraina     | 14,28 m  | 15,05 m  | 15,05 m  | 15,05 m   | 864 p. |                                          | 2906 p.      | 4         |
| 2    | Sharon Day-Monroe     | Stati Uniti | 14,85 m  | x        | 14,95 m  | 14,95 m   | 858 p. |                                          | 2919 p.      | 2         |
| 3    | Jana Maksimava        | Bielorussia | 14,93 m  | x        | 14,59 m  | 14,93 m   | 856 p. | Miglior prestazione personale stagionale | 2886 p.      | 5         |
| 4    | Nadine Broersen       | Paesi Bassi | 14,59 m  | x        | x        | 14,59 m   | 833 p. |                                          | 3035 p.      | 1         |
| 5    | Karolina Tymińska     | Polonia     | 12,50 m  | 13,68 m  | 14,36 m  | 14,36 m   | 818 p. |                                          | 2751 p.      | 8         |
| 6    | Brianne Theisen Eaton | Canada      | 13,86 m  | 13,48 m  | x        | 13,86 m   | 785 p. | Miglior prestazione personale            | 2914 p.      | 3         |
| 7    | Claudia Rath          | Germania    | 13,66 m  | 13,35 m  | 13,11 m  | 13,66 m   | 771 p. | Miglior prestazione personale            | 2756 p.      | 7         |
| 8    | Hanna Mel'nyčenko     | Ucraina     | 13,02 m  | x        | x        | 13,02 m   | 729 p. |                                          | 2808 p.      | 6         |

### Salto in lungo
| Pos. | Atleta                | Nazionalità | 1ª prova | 2ª prova | 3ª prova | Risultato | Punti  | Note                                     | Punti totali | Pos. gen. |
| ---- | --------------------- | ----------- | -------- | -------- | -------- | --------- | ------ | ---------------------------------------- | ------------ | --------- |
| 1    | Claudia Rath          | Germania    | x        | 6,37 m   | 6,25 m   | 6,37 m    | 965 p. |                                          | 3721 p.      | 6         |
| 2    | Hanna Mel'nyčenko     | Ucraina     | 5,93 m   | x        | 6,27 m   | 6,27 m    | 934 p. | Miglior prestazione personale stagionale | 3742 p.      | 5         |
| 3    | Alina F'odorova       | Ucraina     | 6,04 m   | 6,26 m   | 6,16 m   | 6,26 m    | 930 p. |                                          | 3836 p.      | 2         |
| 4    | Nadine Broersen       | Paesi Bassi | 6,00 m   | 6,17 m   | 5,79 m   | 6,17 m    | 902 p. | Miglior prestazione personale stagionale | 3937 p.      | 1         |
| 5    | Brianne Theisen Eaton | Canada      | x        | x        | 6,13 m   | 6,13 m    | 890 p. |                                          | 3804 p.      | 3         |
| 6    | Karolina Tymińska     | Polonia     | x        | 6,07 m   | x        | 6,07 m    | 871 p. |                                          | 3622 p.      | 8         |
| 7    | Sharon Day-Monroe     | Stati Uniti | 5,82 m   | 5,81 m   | 5,94 m   | 5,94 m    | 831 p. |                                          | 3750 p.      | 4         |
| 8    | Jana Maksimava        | Bielorussia | x        | 5,90 m   | 4,01 m   | 5,90 m    | 819 p. |                                          | 3705 p.      | 7         |

### 800 metri
| Pos. | Atleta                | Nazionalità | Risultato | Punti  | Note                                     |
| ---- | --------------------- | ----------- | --------- | ------ | ---------------------------------------- |
| 1    | Sharon Day-Monroe     | Stati Uniti | 2'09"80   | 968 p. | Miglior prestazione personale            |
| 2    | Brianne Theisen Eaton | Canada      | 2'10"07   | 964 p. | Miglior prestazione personale            |
| 3    | Claudia Rath          | Germania    | 2'10"29   | 960 p. | Miglior prestazione personale            |
| 4    | Jana Maksimava        | Bielorussia | 2'11"28   | 946 p. | Miglior prestazione personale            |
| 5    | Karolina Tymińska     | Polonia     | 2'12"03   | 935 p. | Miglior prestazione personale stagionale |
| 6    | Nadine Broersen       | Paesi Bassi | 2'14"97   | 893 p. | Miglior prestazione personale            |
| 7    | Alina F'odorova       | Ucraina     | 2'15"31   | 888 p. | Miglior prestazione personale            |
| 8    | Hanna Mel'nyčenko     | Ucraina     | 2'18"40   | 845 p. | Miglior prestazione personale stagionale |

## Classifica finale
| Pos.    | Atleta                | Nazionalità | Punteggio |
| ------- | --------------------- | ----------- | --------- |
| Oro     | Nadine Broersen       | Paesi Bassi | 4830 p.   |
| Argento | Brianne Theisen-Eaton | Canada      | 4768 p.   |
| Bronzo  | Alina F'odorova       | Ucraina     | 4724 p.   |
| 4       | Sharon Day-Monroe     | Stati Uniti | 4718 p.   |
| 5       | Claudia Rath          | Germania    | 4681 p.   |
| 6       | Jana Maksimava        | Bielorussia | 4651 p.   |
| 7       | Hanna Mel'nyčenko     | Ucraina     | 4587 p.   |
| 8       | Karolina Tymińska     | Polonia     | 4557 p.   |